# Josef Vlasák
Josef Vlasák O.Cr. (26. dubna 1867 Kardašova Řečice – 17. prosince 1958 Praha) byl český římskokatolický kněz a od 11. listopadu 1915 až do své smrti v roce 1958 generál a velmistr Rytířského řádu Křižovníků s červenou hvězdou. Byl také členem Jednoty katolického duchovenstva, založené v roce 1918, která sdružovala především čelné představitele katolické církve v Československu.

## Život

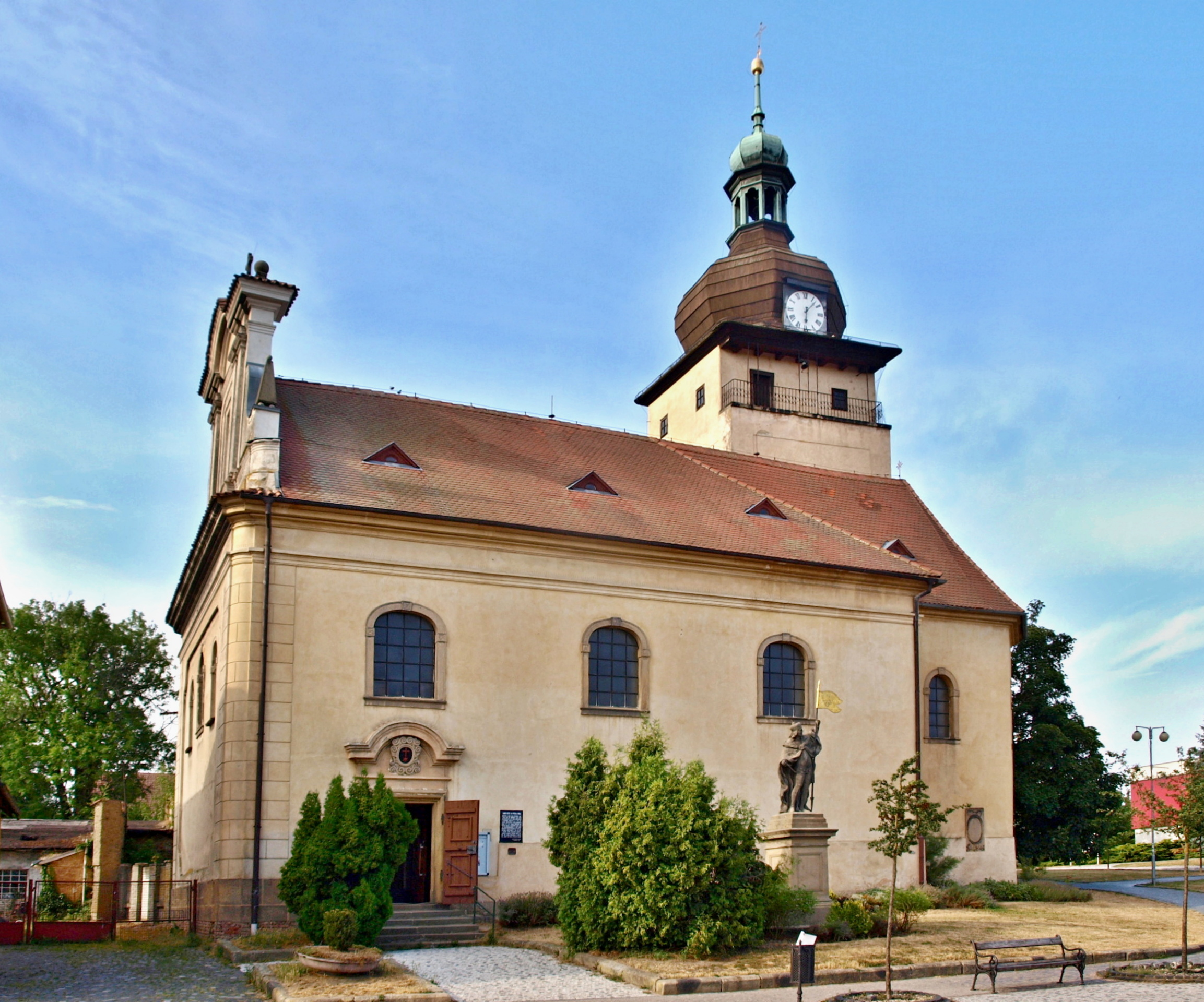
Kostel svatých Petra a Pavla v Unhošti, kde Vlasák v letech 1891 až 1895 působil jako kaplan

Josef Vlasák se narodil v Kardašově Řečici v rodině učitele Václava Vlasáka jako druhorozený ze sedmi synů. Jeho dědem byl český učitel a spisovatel Josef Věnceslav Vlasák, jeho bratrem pozdější správce a úřednický ministr financí ČSR Bohumil Vlasák. V roce 1886 vystudoval gymnázium v Příbrami. Roku 1890 složil řádové sliby Rytířského řádu Křižovníků s červenou hvězdou a 19. července 1891 byl vysvěcen na kněze. Nejprve rok působil jako kaplan kostela svatých Petra a Pavla v Unhošti a od roku 1892 sedm let působil na Lokti. Roku 1899 se stal kaplanem v chrámu sv. Karla ve Vídni. Od roku 1906 byl sekretářem Rytířského řádu Křižovníků s červenou hvězdou v Praze a 11. prosince 1915 byl zvolen velmistrem řádu.
Ve své funkci se nejprve musel potýkat s problémy způsobenými tíživou hospodářskou situací za první světové války, po jejím skončení pak s následky první pozemkové reformy, která výrazně zasáhla majetek řádu. Za jeho působení Rytířský řád křižovníků s červenou hvězdou rozvinul charitativní a po první světové válce rovněž kulturní činnost. Spolu s Františkem Noskem založil spolek Dílo blahoslavené Anežky Přemyslovny, jehož účelem bylo shromažďování finančních prostředků na výstavbu katolických kostelů na tehdejších pražských předměstích.
Další útrapy přinesla druhá světová válka, během níž byla řada budov řádu zabrána gestapem a úřady. V roce 1940 byl Vlasák udán a po vyšetřování vypovězen z Prahy, uchýlil se tedy do Brna, kde přečkal zbytek války u augustiniánů. Po druhé světové válce byl za protinacistický odboj vyznamenán válečným křížem. V roce 1950 byla činnost Rytířského řádu Křižovníků s červenou hvězdou komunistickým režimem násilně ukončena; velmistr nebyl uvězněn, nýbrž přesunut do farnosti u kostela sv. Petra na Poříčí, kde působil jako administrátor až do své smrti.